# Дулакаль
Дулака́ль — невеликий острів в Червоному морі в архіпелазі Дахлак, належить Еритреї, адміністративно відноситься до району Дахлак регіону Семіен-Кей-Бахрі.

## Географія
Розташований на північний схід від крайнього сходу острова Дахлак. Має компактну видовжену форму зі сходу на захід. Довжина острова майже 2,5 км, ширина 1,5 км. З усіх сторін острів облямований піщаними мілинами, а із заходу ще й кораловими рифами.